# Birds at home
Birds at home is het debuutalbum van Alamo Race Track. Het werd uitgebracht in 2003.

## Opnamen
In 1998 won de band Redivider de Grote prijs van Nederland. De band bracht twee album uit, All dressed up in 2000 en It's not her in 2001, beiden onder productie van Frans Hagenaars. Hierna besteedden de bandleden hun tijd aan diverse projecten, waarna zanger en toetsenist Diederik Nomden uit de band stapte om eerst bij Johan en later Daryll-Ann te gaan spelen. De overgebleven bandleden besloten wel door te gaan met elkaar, maar dan wel onder een andere bandnaam. Dit werd uiteindelijk Alamo Race Track.
Hierna ging het snel met de band. In 2002 speelde de band op Eurosonic en kregen ze een platencontract aangeboden bij Excelsior Recordings. In 2003 speelden ze op Noorderslag en ontvingen ze een Essent Award, waardoor ze die zomer op Lowlands mochten spelen. Ondertussen werkte de band met, Frans Hagenaars, aan de opnames van hun debuutplaat, die ongeveer in juni werden afgerond.
Op 1 september 2003 verscheen Birds at home op cd en vinyl. De plaat werd positief ontvangen en Alamo Race Track werd uitgenodigd voor muziekconventies in Groot-Brittannië en de Verenigde Staten. Ook toerde de band in het Nederlandse clubcircuit. In 2005 werd het album uitgebracht in Frankrijk op Fargo Records, waarna de band daar intensief toerde langs de grote zalen. Gedurende 2005 schreef de band ondertussen door aan het nieuwe album, dat Black Cat John Brown ging worden.

## Muzikanten
- Ralph Mulder - zang, gitaar, keyboards
- Leonard Lucieer - gitaar
- David Corel - basgitaar, keyboards, zang
- Guy Bours - drums

## Nummers
1. Don't frighten them
2. Happy accidents
3. We like to go on
4. Trunk
5. Summer holiday
6. Short leave
7. Life is great
8. Speed up
9. Flame it up
10. I have seen the light
11. The low end
12. Wild bees
13. Birds at home
14. Life like fire

Alle nummers op de plaat zijn geschreven door Alamo Race Track.